# Якубов, Юсуфшо
Юсуфшо Якубов (тадж. Юсуфшо Ёқубов, род. 16 ноября 1937 года) — таджикский археолог, академик Академии наук Республики Таджикистан (1991).

## Биография
Родился 16 ноября 1937 года в горном селении Равнов Дарвазского района Горно-Бадахшанской автономной области.
Окончил историческое отделение историко-филологического факультета Таджикского государственного университета имени Ленина (1960).
По распределению направлен в сектор археологии Института истории, археологии и этнографии им. А.Дониша АН Таджикской ССР.
Участвовал в раскопках на городище древнего Пенджикента, в Хульбуке, Калаи Кахкаха (Шахристан), Аджинатепе, Макони Мор и других. Отряд под его руководством обнаружил 10 древних памятников в Ягнобском районе (1962).
В 1963 году поступил в аспирантуру при Институте истории АН Таджикской ССР. В 1969 году в Институте востоковедения АН СССР в Москве защитил кандидатскую диссертацию на тему «Паргар в VII—VIII вв.».
В 1971—1972 гг. вёл археологическую разведку в районе Вахдат, обнаружил 20 древних памятников. В 1978—1985 гг. в высокогорных районах Гармском, Джиргатальском, Дарвазском (долина реки Обихингоу (Хингоб)) открыл несколько археологических памятников, в их числе тронный зал в дворцовой части городища Калаи Имлок (V—VIII вв.) в Раште.
В 1988 году в МГУ им. Ломоносова защитил докторскую диссертацию. На её основе опубликовал монографию «Раннесредневековые сельские поселения Горного Согда (к проблеме становления феодализма)».
В 1997—1999 гг. руководил совместной Таджикско-Германской археологической экспедицией, которая проводила исследование горных разработок в районах Мушистон (Пенджикент) и Такфон (Айни). Были обнаружены древние шахты по добыче медной руды и олова. На основе керамического материала установлено, что эти месторождения разрабатывались ещё во II тыс. до н. э. (Бронзовый век).
В 2006 году — главный редактор Энциклопедии Куляба, написал для неё более 100 статей по археологии и истории.
В 1991 году избран членом-корреспондентом Академии наук Республики Таджикистан. В 1998 году присвоено звание «Заслуженный деятель науки и техники Таджикистана». В том же году избран академиком АН РТ.
В настоящее время (2017) — заведующий Отделом археологии Института истории, археологии и этнографии им. А.Дониша АН РТ.